# Maiduguri

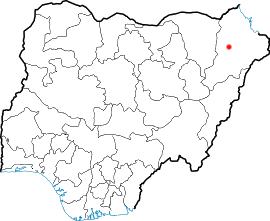
Maiduguris läge

Maiduguri är en stad i nordöstra Nigeria, omkring 110 kilometer sydväst om Tchadsjön. Den är administrativ huvudort för delstaten Borno och har ungefär 1,1 miljoner invånare (2004).
Maiduguri grundades av britterna kring 1907. Det moderna Maiduguri utgörs även av staden Yerwa, grundad vid samma tid som huvudstad för kanurifolket. Den är ett betydligt handelscentrum och en vägknutpunkt, samt slutpunkt för järnvägen från Lagos och Port Harcourt. Stadens status som kommersiellt centrum stärktes när järnvägen kom 1964, och staden är nu en av de största i norra Nigeria. Staden har en flygplats, Maiduguri International Airport. Den är också säte för ett universitet (grundat 1975) och en teknisk högskola.
Majoriteten av stadens befolkning är muslimer och kanuri, men det finns också flera minoritetsgrupper, bland annat kristna. Staden har flera gånger sett våldsamma upplopp av etniskt och/eller religiöst slag, bland annat 1982, 2001, i samband med Muhammedbilderna i Jyllands-Posten 2005, samt 2009.
I september 2024 drabbades staden av omfattande översvämningar, sedan Alaudammen brustit. 